# Mocsári ibolya
A mocsári ibolya, posványibolya vagy lápi ibolya (Viola palustris) a Malpighiales rendjébe, ezen belül az ibolyafélék (Violaceae) családjába tartozó faj.

## Elterjedése
A mocsári ibolya csaknem egész Európában előfordul, délkeleten azonban hiányzik. Magyarországon kipusztult.

## Megjelenése
10 - 15 centiméter magas évelő növény, fehéres, föld alatti indákkal. 2 - 6 (legtöbbször 4) fényes sárgászöld, kopasz levele tőállású rozettát alkot. A 2 - 6 centiméter hosszú levelek kerekdedek, széles szív vagy vese alakúak. A levéltelen virágzati szárak (tőkocsányok) közvetlenül a gyöktörzsből erednek. A pálhalevelek hosszúkás tojásdad alakúak, kihegyezettek, szélük ép vagy röviden rojtos, fogas. A mintegy 1,5 centiméter széles virágok világoslilák, esetleg fehérek, az alsó szirom sötéten erezett.

## Hasonló faj
A tőzegibolya (Viola epipsila), amely ugyancsak szár nélküli növény, csupán két levéllel, virágának sarkantyúja a csészecimpák függelékénél 2 - 3-szor hosszabb. Lápréteken nő, igen ritka.

## Életmódja
A mocsári ibolya mocsarak, láprétek, tőzegmoha- és síklápok, magas sásosok, égerligetek és vízpartok lakója. 2600 méter magasságig megtalálható. Nedves, tápanyagban szegény, savanyú, humuszos talajokon nő.
A virágzási ideje június - július között van.

## Képek

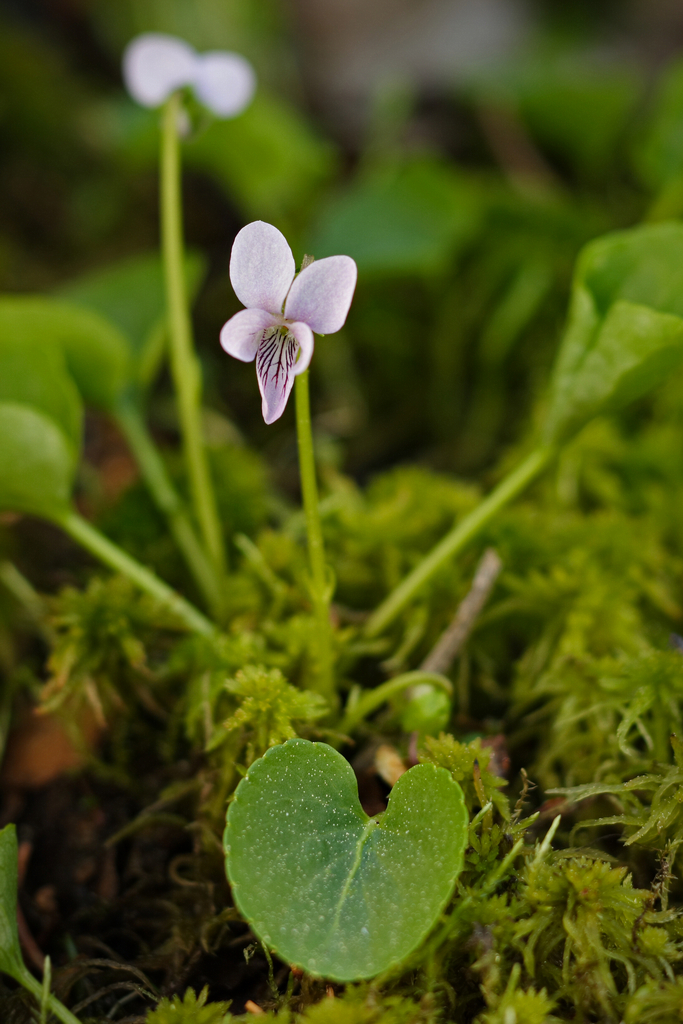
a növény
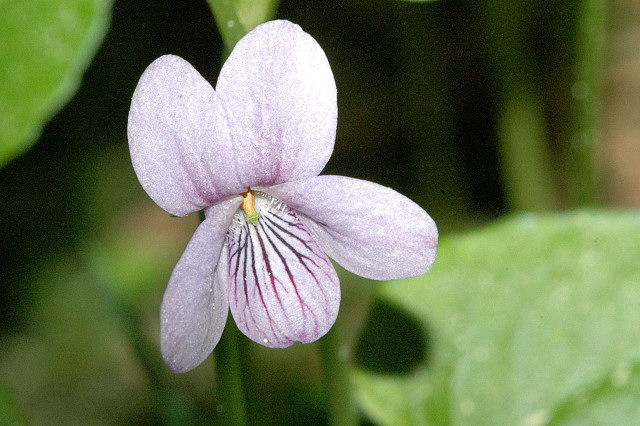
világosabb színű virág
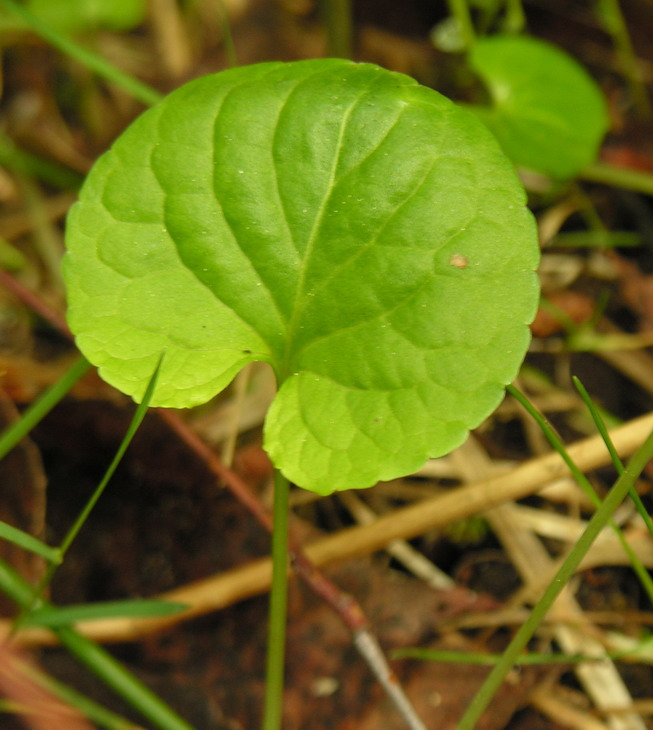
levele
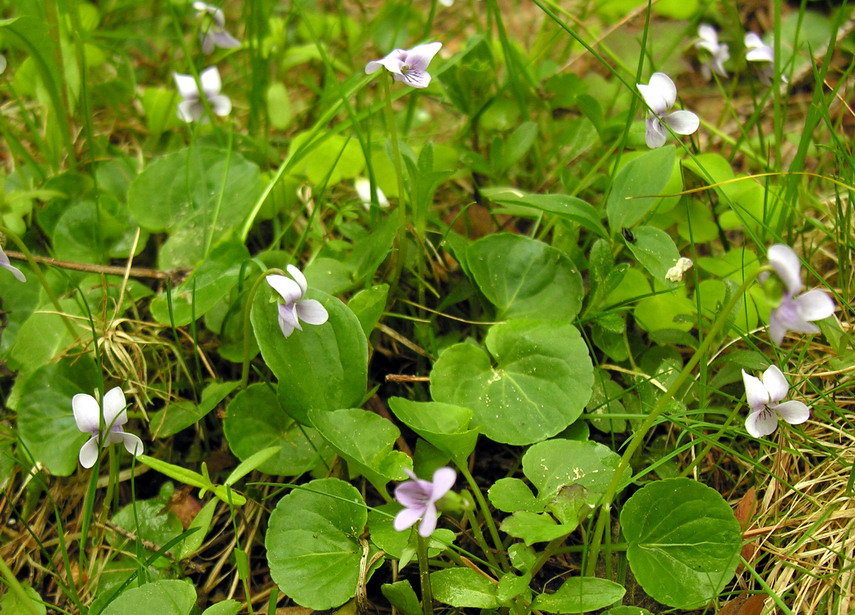
élőhelyükön
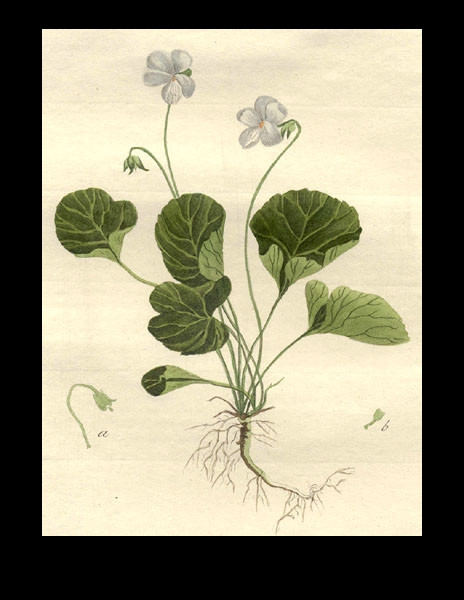
rajz a mocsári ibolyáról